# Atomic City
Atomic City è una città (city) degli Stati Uniti d'America, situata nella contea di Bingham, nello Stato dell'Idaho.
La città che ha un'area di soli 0,3 km² è situata a sud dell'Idaho National Laboratory, istituto di ricerca sull'energia atomica, sulla sicurezza e lo sviluppo di risorse energetiche.
Un tempo la località si chiamava Midway (in inglese a mezza strada), probabilmente per il fatto di trovarsi circa a metà strada tra le città di Arco e di Blackfoot. Midway è ancora il nome del piccolo aeroporto che sorge nei pressi della cittadina. Il suo nome deriva proprio dal fatto che era abitata dai dipendenti del centro di ricerca sull'energia nucleare, nella cui area sorse all'inizio degli anni cinquanta l'Experimental Breeder Reactor I, la prima centrale nucleare al mondo in grado di fornire energia elettrica per un uso pubblico. Col tempo, anche a seguito di un incidente avvenuto nel 1955, la città ha perso gran parte della sua popolazione e dall'inizio del XXI secolo ha ridotto i propri residenti a qualche decina di persone (25 nel 2000 cresciute a 29 secondo i dati del censimento del 2010).